# ساروس خورشیدی ۱۱۶
ساروس ۱۱۶ دوره‌ای زمانی با چرخه‌ای حدود ۱۸ سال و ۱۱ روز و ۸ ساعت (تقریباً ۶۵۸۵ و یک سوم روز) است که شامل ۷۰ خورشیدگرفتگی می‌شود.

## رخدادها
| ساروس | عضو | تاریخ                      | زمان (بزرگ‌ترین) ساعت هماهنگ جهانی | نوع    | مکان طول و عرض جغرافیایی | گاما    | قدر    | گُستره (km) | مدت زمان (دقیقه: ثانیه) | منبع |
| ----- | --- | -------------------------- | --------------------------------- | ------ | ------------------------ | ------- | ------ | ---------- | ----------------------- | ---- |
| ۱۱۶   | ۱   | ۲۳ ژوئن ۷۲۷                | ۲۲:۳۴:۳۵                          | جزئی   | 65.4S 161.5W             | -1.4763 | 0.1082 |            |                         |      |
| ۱۱۶   | ۲   | ۴ ژوئیه ۷۴۵                | ۵:۵۳:۱۸                           | جزئی   | 64.5S 78.2E              | -1.4085 | 0.2381 |            |                         |      |
| ۱۱۶   | ۳   | ۱۵ ژوئیه ۷۶۳               | ۱۳:۱۴:۲۴                          | جزئی   | 63.7S 42.4W              | -1.3432 | 0.3625 |            |                         |      |
| ۱۱۶   | ۴   | ۲۵ ژوئیه ۷۸۱               | ۲۰:۳۷:۵۳                          | جزئی   | 62.9S 163.3W             | -1.2802 | 0.4816 |            |                         |      |
| ۱۱۶   | ۵   | ۶ اوت ۷۹۹                  | ۴:۰۶:۰۸                           | جزئی   | 62.2S 74.8E              | -1.2217 | 0.591  |            |                         |      |
| ۱۱۶   | ۶   | ۱۶ اوت ۸۱۷                 | ۱۱:۳۸:۱۸                          | جزئی   | 61.7S 47.8W              | -1.167  | 0.6921 |            |                         |      |
| ۱۱۶   | ۷   | ۲۷ اوت ۸۳۵                 | ۱۹:۱۷:۳۰                          | جزئی   | 61.3S 172W               | -1.1186 | 0.7805 |            |                         |      |
| ۱۱۶   | ۸   | ۷ سپتامبر ۸۵۳              | ۳:۰۲:۴۲                           | جزئی   | 61S 62.3E                | -1.0755 | 0.8578 |            |                         |      |
| ۱۱۶   | ۹   | ۱۸ سپتامبر ۸۷۱             | ۱۰:۵۴:۵۱                          | جزئی   | 60.9S 64.9W              | -1.0389 | 0.9224 |            |                         |      |
| ۱۱۶   | ۱۰  | ۲۸ سپتامبر ۸۸۹             | ۱۸:۵۴:۰۰                          | جزئی   | 61S 166.1E               | -1.0086 | 0.9748 |            |                         |      |
| ۱۱۶   | ۱۱  | ۱۰ اکتبر ۹۰۷               | ۳:۰۰:۳۷                           | حلقه‌ای | 62.7S 54.1E              | -۰٫۹۸۵۱ | ۰٫۹۸۶۹ | ۲۹۱        | ۰ دقیقه و ۴۷ ثانیه      |      |
| ۱۱۶   | ۱۲  | ۲۰ اکتبر ۹۲۵               | ۱۱:۱۴:۰۰                          | حلقه‌ای | 64.9S 67W                | -۰٫۹۶۷۷ | ۰٫۹۸۲۷ | ۲۵۰        | ۱ دقیقه و ۳ ثانیه       |      |
| ۱۱۶   | ۱۳  | ۳۱ اکتبر ۹۴۳               | ۱۹:۳۲:۰۸                          | حلقه‌ای | 67.8S 166.7E             | -۰٫۹۵۴۸ | ۰٫۹۷۸۳ | ۲۶۵        | ۱ دقیقه و ۱۹ ثانیه      |      |
| ۱۱۶   | ۱۴  | ۱۱ نوامبر ۹۶۱              | ۳:۵۶:۱۶                           | حلقه‌ای | 71.3S 35.8E              | -۰٫۹۴۷۵ | ۰٫۹۷۳۹ | ۲۹۸        | ۱ دقیقه و ۳۵ ثانیه      |      |
| ۱۱۶   | ۱۵  | ۲۲ نوامبر ۹۷۹              | ۱۲:۲۳:۳۱                          | حلقه‌ای | 75S 98.4W                | -۰٫۹۴۳۹ | ۰٫۹۶۹۹ | ۳۳۵        | ۱ دقیقه و ۴۹ ثانیه      |      |
| ۱۱۶   | ۱۶  | ۲ دسامبر ۹۹۷               | ۲۰:۵۳:۲۹                          | حلقه‌ای | 78.7S 123.3E             | -۰٫۹۴۲۹ | ۰٫۹۶۶۳ | ۳۷۴        | ۲ دقیقه و ۲ ثانیه       |      |
| ۱۱۶   | ۱۷  | ۱۴ دسامبر ۱۰۱۵             | ۵:۲۲:۲۰                           | حلقه‌ای | 82.5S 19.5W              | -۰٫۹۴۲  | ۰٫۹۶۳۳ | ۴۰۷        | ۲ دقیقه و ۱۴ ثانیه      |      |
| ۱۱۶   | ۱۸  | ۲۴ دسامبر ۱۰۳۳             | ۱۳:۵۱:۱۴                          | حلقه‌ای | 85.6S 179.6W             | -۰٫۹۴۱۸ | ۰٫۹۶۰۹ | ۴۳۴        | ۲ دقیقه و ۲۴ ثانیه      |      |
| ۱۱۶   | ۱۹  | ۴ ژانویه ۱۰۵۲              | ۲۲:۱۶:۱۷                          | حلقه‌ای | 86.3S 14.2W              | -۰٫۹۳۹۵ | ۰٫۹۵۹۱ | ۴۴۶        | ۲ دقیقه و ۳۳ ثانیه      |      |
| ۱۱۶   | ۲۰  | ۱۵ ژانویه ۱۰۷۰             | ۶:۳۷:۰۳                           | حلقه‌ای | 83.3S 174.7E             | -۰٫۹۳۴۶ | ۰٫۹۵۸  | ۴۴۰        | ۲ دقیقه و ۴۲ ثانیه      |      |
| ۱۱۶   | ۲۱  | ۲۶ ژانویه ۱۰۸۸             | ۱۴:۵۰:۵۶                          | حلقه‌ای | 78.9S 29.2E              | -۰٫۹۲۴۹ | ۰٫۹۵۷۵ | ۴۱۵        | ۲ دقیقه و ۵۰ ثانیه      |      |
| ۱۱۶   | ۲۲  | ۵ فوریه ۱۱۰۶               | ۲۲:۵۸:۱۸                          | حلقه‌ای | 73.6S 106.6W             | -۰٫۹۱۰۶ | ۰٫۹۵۷۵ | ۳۷۸        | ۲ دقیقه و ۵۹ ثانیه      |      |
| ۱۱۶   | ۲۳  | ۱۷ فوریه ۱۱۲۴              | ۶:۵۶:۰۷                           | حلقه‌ای | 67.5S 123E               | -۰٫۸۸۹۳ | ۰٫۹۵۸۱ | ۳۳۵        | ۳ دقیقه و ۸ ثانیه       |      |
| ۱۱۶   | ۲۴  | ۲۷ فوریه ۱۱۴۲              | ۱۴:۴۵:۰۰                          | حلقه‌ای | 60.8S 2.9W               | -۰٫۸۶۱۵ | ۰٫۹۵۸۹ | ۲۹۳        | ۳ دقیقه و ۱۷ ثانیه      |      |
| ۱۱۶   | ۲۵  | ۹ مارس ۱۱۶۰                | ۲۲:۲۳:۳۸                          | حلقه‌ای | 53.5S 124.9W             | -۰٫۸۲۵۹ | ۰٫۹۵۹۹ | ۲۵۶        | ۳ دقیقه و ۲۸ ثانیه      |      |
| ۱۱۶   | ۲۶  | ۲۱ مارس ۱۱۷۸               | ۵:۵۳:۱۵                           | حلقه‌ای | 46S 116.4E               | -۰٫۷۸۳۸ | ۰٫۹۶۱  | ۲۲۵        | ۳ دقیقه و ۳۹ ثانیه      |      |
| ۱۱۶   | ۲۷  | ۳۱ مارس ۱۱۹۶               | ۱۳:۱۱:۰۹                          | حلقه‌ای | 38.1S 1.4E               | -۰٫۷۳۲۶ | ۰٫۹۶۲۱ | ۲۰۰        | ۳ دقیقه و ۵۲ ثانیه      |      |
| ۱۱۶   | ۲۸  | ۱۱ آوریل ۱۲۱۴              | ۲۰:۲۰:۴۹                          | حلقه‌ای | 30.2S 110.8W             | -۰٫۶۷۵۱ | ۰٫۹۶۲۹ | ۱۸۰        | ۴ دقیقه و ۵ ثانیه       |      |
| ۱۱۶   | ۲۹  | ۲۲ آوریل ۱۲۳۲              | ۳:۲۰:۱۶                           | حلقه‌ای | 22.2S 140.3E             | -۰٫۶۰۹۷ | ۰٫۹۶۳۶ | ۱۶۵        | ۴ دقیقه و ۱۸ ثانیه      |      |
| ۱۱۶   | ۳۰  | ۳ مه ۱۲۵۰                  | ۱۰:۱۳:۱۱                          | حلقه‌ای | 14.6S 33.6E              | -۰٫۵۳۹۷ | ۰٫۹۶۳۹ | ۱۵۵        | ۴ دقیقه و ۳۲ ثانیه      |      |
| ۱۱۶   | ۳۱  | ۱۳ مه ۱۲۶۸                 | ۱۶:۵۶:۲۳                          | حلقه‌ای | 7.2S 69.9W               | -۰٫۴۶۲۲ | ۰٫۹۶۳۸ | ۱۴۸        | ۴ دقیقه و ۴۴ ثانیه      |      |
| ۱۱۶   | ۳۲  | ۲۴ مه ۱۲۸۶                 | ۲۳:۳۶:۱۵                          | حلقه‌ای | 0.4S 171.9W              | -۰٫۳۸۲۵ | ۰٫۹۶۳۲ | ۱۴۴        | ۴ دقیقه و ۵۵ ثانیه      |      |
| ۱۱۶   | ۳۳  | ۴ ژوئن ۱۳۰۴                | ۶:۰۹:۳۶                           | حلقه‌ای | 5.9N 88.6E               | -۰٫۲۹۷۷ | ۰٫۹۶۲۲ | ۱۴۴        | ۵ دقیقه و ۴ ثانیه       |      |
| ۱۱۶   | ۳۴  | ۱۵ ژوئن ۱۳۲۲               | ۱۲:۴۱:۴۷                          | حلقه‌ای | 11.4N 9.8W               | -۰٫۲۱۲۷ | ۰٫۹۶۰۷ | ۱۴۶        | ۵ دقیقه و ۱۱ ثانیه      |      |
| ۱۱۶   | ۳۵  | ۲۵ ژوئن ۱۳۴۰               | ۱۹:۱۰:۳۸                          | حلقه‌ای | 16N 106.7W               | -۰٫۱۲۵۳ | ۰٫۹۵۸۶ | ۱۵۱        | ۵ دقیقه و ۱۷ ثانیه      |      |
| ۱۱۶   | ۳۶  | ۷ ژوئیه ۱۳۵۸               | ۱:۴۱:۴۵                           | حلقه‌ای | 19.6N 156.6E             | -۰٫۰۴۰۴ | ۰٫۹۵۶۲ | ۱۶۰        | ۵ دقیقه و ۲۲ ثانیه      |      |
| ۱۱۶   | ۳۷  | ۱۷ ژوئیه ۱۳۷۶              | ۸:۱۳:۱۴                           | حلقه‌ای | 22.2N 60.3E              | ۰٫۰۴۳۹  | ۰٫۹۵۳۳ | ۱۷۱        | ۵ دقیقه و ۳۰ ثانیه      |      |
| ۱۱۶   | ۳۸  | ۲۸ ژوئیه ۱۳۹۴              | ۱۴:۴۸:۱۷                          | حلقه‌ای | 23.7N 36.5W              | ۰٫۱۲۴۹  | ۰٫۹۵۰۱ | ۱۸۴        | ۵ دقیقه و ۴۰ ثانیه      |      |
| ۱۱۶   | ۳۹  | ۷ اوت ۱۴۱۲                 | ۲۱:۲۷:۴۶                          | حلقه‌ای | 24.4N 134.5W             | ۰٫۲۰۱۸  | ۰٫۹۴۶۵ | ۲۰۱        | ۵ دقیقه و ۵۵ ثانیه      |      |
| ۱۱۶   | ۴۰  | ۱۹ اوت ۱۴۳۰                | ۴:۱۳:۵۲                           | حلقه‌ای | 24.2N 125.7E             | ۰٫۲۷۲۹  | ۰٫۹۴۲۸ | ۲۱۹        | ۶ دقیقه و ۱۳ ثانیه      |      |
| ۱۱۶   | ۴۱  | ۲۹ اوت ۱۴۴۸                | ۱۱:۰۷:۰۵                          | حلقه‌ای | 23.4N 23.8E              | ۰٫۳۳۸   | ۰٫۹۳۸۹ | ۲۳۹        | ۶ دقیقه و ۳۷ ثانیه      |      |
| ۱۱۶   | ۴۲  | ۹ سپتامبر ۱۴۶۶             | ۱۸:۰۷:۵۴                          | حلقه‌ای | 22.2N 80.5W              | ۰٫۳۹۶۶  | ۰٫۹۳۵۱ | ۲۶۰        | ۷ دقیقه و ۵ ثانیه       |      |
| ۱۱۶   | ۴۳  | ۲۰ سپتامبر ۱۴۸۴            | ۱:۱۷:۵۵                           | حلقه‌ای | 20.8N 172.4E             | ۰٫۴۴۷۴  | ۰٫۹۳۱۳ | ۲۸۳        | ۷ دقیقه و ۳۹ ثانیه      |      |
| ۱۱۶   | ۴۴  | ۱ اکتبر ۱۵۰۲               | ۸:۳۶:۱۷                           | حلقه‌ای | 19.3N 62.8E              | ۰٫۴۹۱۳  | ۰٫۹۲۷۷ | ۳۰۶        | ۸ دقیقه و ۱۶ ثانیه      |      |
| ۱۱۶   | ۴۵  | ۱۱ اکتبر ۱۵۲۰              | ۱۶:۰۳:۲۰                          | حلقه‌ای | 17.8N 49.4W              | ۰٫۵۲۷۷  | ۰٫۹۲۴۴ | ۳۲۹        | ۸ دقیقه و ۵۷ ثانیه      |      |
| ۱۱۶   | ۴۶  | ۲۲ اکتبر ۱۵۳۸              | ۲۳:۳۸:۴۱                          | حلقه‌ای | 16.6N 164.1W             | ۰٫۵۵۷۲  | ۰٫۹۲۱۴ | ۳۵۱        | ۹ دقیقه و ۴۱ ثانیه      |      |
| ۱۱۶   | ۴۷  | ۲ نوامبر ۱۵۵۶              | ۷:۲۲:۱۳                           | حلقه‌ای | 15.5N 78.9E              | ۰٫۵۷۹۸  | ۰٫۹۱۹  | ۳۷۰        | ۱۰ دقیقه و ۲۴ ثانیه     |      |
| ۱۱۶   | ۴۸  | ۱۳ نوامبر ۱۵۷۴             | ۱۵:۱۲:۱۷                          | حلقه‌ای | 14.8N 40W                | ۰٫۵۹۷   | ۰٫۹۱۷۱ | ۳۸۷        | ۱۱ دقیقه و ۳ ثانیه      |      |
| ۱۱۶   | ۴۹  | ۳ دسامبر ۱۵۹۲              | ۲۳:۰۷:۱۶                          | حلقه‌ای | 14.5N 160.2W             | ۰٫۶۱۰۲  | ۰٫۹۱۵۹ | ۴۰۱        | ۱۱ دقیقه و ۳۶ ثانیه     |      |
| ۱۱۶   | ۵۰  | ۱۵ دسامبر ۱۶۱۰             | ۷:۰۶:۴۸                           | حلقه‌ای | 14.7N 78.2E              | ۰٫۶۱۹۵  | ۰٫۹۱۵۳ | ۴۰۹        | ۱۱ دقیقه و ۵۶ ثانیه     |      |
| ۱۱۶   | ۵۱  | ۲۵ دسامبر ۱۶۲۸             | ۱۵:۰۸:۴۷                          | حلقه‌ای | 15.4N 44W                | ۰٫۶۲۶۵  | ۰٫۹۱۵۳ | ۴۱۳        | ۱۲ دقیقه و ۲ ثانیه      |      |
| ۱۱۶   | ۵۲  | ۵ ژانویه ۱۶۴۷              | ۲۳:۱۰:۵۹                          | حلقه‌ای | 16.9N 166.5W             | ۰٫۶۳۳۶  | ۰٫۹۱۶۱ | ۴۱۳        | ۱۱ دقیقه و ۵۰ ثانیه     |      |
| ۱۱۶   | ۵۳  | ۱۶ ژانویه ۱۶۶۵             | ۷:۱۱:۵۱                           | حلقه‌ای | 19.1N 71.2E              | ۰٫۶۴۲   | ۰٫۹۱۷۴ | ۴۰۹        | ۱۱ دقیقه و ۲۴ ثانیه     |      |
| ۱۱۶   | ۵۴  | ۲۷ ژانویه ۱۶۸۳             | ۱۵:۱۰:۰۹                          | حلقه‌ای | 22.1N 50.6W              | ۰٫۶۵۲۶  | ۰٫۹۱۹۵ | ۴۰۱        | ۱۰ دقیقه و ۴۴ ثانیه     |      |
| ۱۱۶   | ۵۵  | ۷ فوریه ۱۷۰۱               | ۲۳:۰۴:۵۳                          | حلقه‌ای | 25.9N 171.7W             | ۰٫۶۶۶۳  | ۰٫۹۲۱۹ | ۳۹۳        | ۹ دقیقه و ۵۵ ثانیه      |      |
| ۱۱۶   | ۵۶  | ۱۹ فوریه ۱۷۱۹              | ۶:۵۲:۵۷                           | حلقه‌ای | 30.5N 68.6E              | ۰٫۶۸۵۶  | ۰٫۹۲۵  | ۳۸۴        | ۹ دقیقه و ۱ ثانیه       |      |
| ۱۱۶   | ۵۷  | ۱ مارس ۱۷۳۷                | ۱۴:۳۵:۱۷                          | حلقه‌ای | 36N 50.1W                | ۰٫۷۰۹۹  | ۰٫۹۲۸۳ | ۳۷۸        | ۸ دقیقه و ۴ ثانیه       |      |
| ۱۱۶   | ۵۸  | ۱۲ مارس ۱۷۵۵               | ۲۲:۰۹:۳۲                          | حلقه‌ای | 42.2N 167.4W             | ۰٫۷۴۱۳  | ۰٫۹۳۱۹ | ۳۷۵        | ۷ دقیقه و ۷ ثانیه       |      |
| ۱۱۶   | ۵۹  | ۲۳ مارس ۱۷۷۳               | ۵:۳۶:۵۸                           | حلقه‌ای | 49.3N 76.2E              | ۰٫۷۷۸۵  | ۰٫۹۳۵۷ | ۳۷۸        | ۶ دقیقه و ۱۳ ثانیه      |      |
| ۱۱۶   | ۶۰  | ۳ آوریل ۱۷۹۱               | ۱۲:۵۵:۱۳                          | حلقه‌ای | 57.1N 39.5W              | ۰٫۸۲۳۶  | ۰٫۹۳۹۴ | ۳۹۴        | ۵ دقیقه و ۲۱ ثانیه      |      |
| ۱۱۶   | ۶۱  | ۱۴ آوریل ۱۸۰۹              | ۲۰:۰۷:۱۱                          | حلقه‌ای | 65.8N 157.3W             | ۰٫۸۷۴۲  | ۰٫۹۴۲۹ | ۴۳۵        | ۴ دقیقه و ۳۵ ثانیه      |      |
| ۱۱۶   | ۶۲  | ۲۶ آوریل ۱۸۲۷              | ۳:۱۱:۱۴                           | حلقه‌ای | 74.8N 73.4E              | ۰٫۹۳۱۶  | ۰٫۹۴۵۸ | ۵۵۹        | ۳ دقیقه و ۵۳ ثانیه      |      |
| ۱۱۶   | ۶۳  | ۶ مه ۱۸۴۵                  | ۱۰:۰۹:۰۰                          | حلقه‌ای | 73.4N 110.6W             | ۰٫۹۹۴۵  | ۰٫۹۴۶۲ | -          | ۳ دقیقه و ۱۵ ثانیه      |      |
| ۱۱۶   | ۶۴  | ۱۷ مه ۱۸۶۳                 | ۱۷:۰۰:۴۵                          | جزئی   | 69.2N 126.8E             | 1.0627  | 0.8606 |            |                         |      |
| ۱۱۶   | ۶۵  | ۲۷ مه ۱۸۸۱                 | ۲۳:۴۸:۴۱                          | جزئی   | 68.2N 13.3E              | 1.1345  | 0.737  |            |                         |      |
| ۱۱۶   | ۶۶  | ۸ ژوئن ۱۸۹۹                | ۶:۳۳:۴۳                           | جزئی   | 67.2N 98.9W              | 1.2089  | 0.6076 |            |                         |      |
| ۱۱۶   | ۶۷  | خورشیدگرفتگی ۱۹ ژوئن ۱۹۱۷  | ۱۳:۱۶:۲۱                          | جزئی   | 66.2N 150.1E             | 1.2857  | 0.4729 |            |                         |      |
| ۱۱۶   | ۶۸  | خورشیدگرفتگی ۳۰ ژوئن ۱۹۳۵  | ۱۹:۵۹:۴۶                          | جزئی   | 65.2N 39.1E              | 1.3623  | 0.3375 |            |                         |      |
| ۱۱۶   | ۶۹  | خورشیدگرفتگی ۱۱ ژوئیه ۱۹۵۳ | ۲:۴۴:۱۴                           | جزئی   | 64.3N 71.7W              | 1.4388  | 0.2015 |            |                         |      |
| ۱۱۶   | ۷۰  | خورشیدگرفتگی ۲۲ ژوئیه ۱۹۷۱ | ۹:۳۱:۵۵                           | جزئی   | 63.5N 177E               | 1.513   | 0.0689 |            |                         |      |